# 1987年9月23日日食
1987年9月23日日食是一次日環食，發生於1987年9月23日（西半球為9月22日）。新月當天（即朔日），地球上觀測到月球和太阳的角距離極小，此時月球如果恰好在月球交點附近，穿過太阳和地球之間，與地球、太阳接近一直線，則會出現日食。月球穿過太阳和地球之間，但距地球較遠，本影未能接觸地表，而使偽本影覆蓋的區域內看到月球的角直徑小於太陽，就形成日環食，同時在偽本影兩側數千公里的半影範圍內形成日偏食。此次日環食經過了苏联、中国、蒙古、日本、密克罗尼西亚联邦、巴布亚新几内亚、所罗门群岛、斐濟、瓦利斯和富圖納、西薩摩亞，日偏食則覆蓋了亚洲的大部分區域及周邊部分地區。

## 日食概況

### 出現區域
苏联今屬哈萨克斯坦的部分在9月23日日出時最先看到日環食，隨後月球的偽本影貫穿中国，途中擦過蒙古邊境的一小片區域，在長江口附近進入东海，向東南覆蓋了太平洋諸多島嶼，其中在馬普島以北約530公里的海面達到最大食分，結束於美屬薩摩亞最東端以東北約260公里的海面，此時已跨過國際日期變更線，是9月22日的日落時分。全過程中，偽本影完全覆蓋了一個首府，屬於法國海外領地的瓦利斯和富圖納馬塔烏圖，其他主权国家首都中，只有西薩摩亞（今已更名為薩摩亞）阿皮亚位於環食帶南緣，城市北部能看到日環食。
偽本影經過的陸地包括：
- 苏联：偽本影自哈萨克苏维埃社会主义共和国（今哈萨克斯坦）的奇姆肯特州（今突厥斯坦州）、卡拉干達州、江布爾州交界處向東，橫貫阿拉木圖州，擦過東哈薩克斯坦州極南端；
- 中国：入境後橫貫新疆维吾尔自治区到新疆、甘肃、内蒙古和蒙古人民共和国的交界處，然後覆蓋甘肃省西北部、内蒙古自治区西部、宁夏回族自治区北部、陕西省北部，接著自西北向東南斜穿山西省，沿河北省、河南省、山东省、安徽省交界處向東南，斜貫大半個江苏省，覆蓋除西南部以外的大半個上海市後，經過浙江省舟山市的嵊泗縣所轄全部島嶼、岱山縣北部島嶼及普陀區東極鎮所轄島嶼；
- 蒙古人民共和国：戈壁阿爾泰省南端、巴彥洪戈爾省南端、南戈壁省極西南角的極小區域；
- 日本：沖繩群島除慶良間群島西南角和久米島外的大部分；
- 密克羅尼西亞聯邦：沃萊艾環礁、伊法利克環礁；
- ：努古里亞群島、塔庫烏島；
- 所罗门群岛：翁通爪哇環礁（英语：Ontong Java Atoll）、錫卡亞納環礁、達夫群島；
- 斐济：羅圖馬群島；
- ：瓦利斯群島；
- 西薩摩亞（今薩摩亞）：萨瓦伊岛、阿波利馬島北側沿岸、烏波盧島北部。[3][4]

除了上述狹窄的環食帶內能看到日環食之外，月球半影覆蓋範圍內都能看到日偏食，包括苏联境內與亚洲緊鄰的欧洲小片區域、亚洲的大部分（除了裏海所在经线附近以西的中东、南亚和东南亚南部的部分半島和島嶼、苏联東北部）、澳大利亚西部和南部以外的區域及太平洋中西部的眾多島嶼。其中大部分位於國際日期變更線以西，在9月23日看到日食，剩下的部分在9月22日看到日食。

### 基本參數
- 類型：日環食
- 食甚中心處（位於密克罗尼西亚联邦馬普島（英语：Maap）以北約530公里的西太平洋）資料：
  - 時間：1987年9月23日3:11:25.9
  - 地點：14°20.5′N 138°21.6′E / 14.3417°N 138.3600°E
  - 食分：0.9634（環食帶內最大）
  - 日環食持續時間：3分49.1秒

## 觀測
地球繞太阳、月球繞地球公转及月球交點的移動均有規律，只要數據足夠準確，就能夠精確計算出過去及將來的日食，也能為日食觀測提前做準備。日環食發生時，無論是看到環食的偽本影區域內，還是看到偏食的半影區域內，月球都只遮擋了部分陽光，不像日全食有類似黑夜的景象，能看到的只是太阳形狀有所殘缺，色球、日冕和日珥等光球以外的部分仍然無法看到。然而，觀測毫米波太阳射电的資料可以了解色球低層及中層結構，這在日環食時更有價值。
當時，中国有5個射电觀測台站，其中乌鲁木齐和上海的兩個位於環食帶內，南京的緊鄰環食帶，北京和昆明的兩個位於環食帶兩側。1986年12月，中国科学院數理學部和天文學會在昆明召開會議決定各站就地觀測，並認為上海天文台食分最大，食延時間最長，食甚時的太阳高度角最高，觀測點最佳。上海天文台25米射电望远镜用7個波段進行觀測。位於昆明鳳凰山的雲南天文台也對日偏食做了多波段聯合觀測。
中国电波传播研究所用位於環食帶南側邊界的新乡的高频天波雷达做了觀測，發現日食期間，电离层有不均勻結構與運動，最高工作頻率發生變化，日食後电离层還有大尺度波動。

## 相關的日食

### 1986-1989年的日食
月球交替位於相對的月球交點時，以半個交點年（食年），即約177天又4小時間隔出現下列日食。
| 升交點   | 升交點                  |          | 降交點                   | 降交點 |
| 沙羅週期 | 地圖                    | 沙羅週期 | 地圖                     |        |
| 119      | 1986年4月9日 偏食（南） | 124      | 1986年10月3日 全環食     |        |
| 129      | 1987年3月29日 全環食    | 134      | 1987年9月23日 環食       |        |
| 139      | 1988年3月18日 全食      | 144      | 1988年9月11日 環食       |        |
| 149      | 1989年3月7日 偏食（北） | 154      | 1989年8月31日 偏食（南） |        |

### 沙羅周期
沙羅週期長度為18年11天。本次日食屬於沙羅週期134，共包含71次日食，依次為1248年6月22日至1410年9月28日的10次日偏食、1428年10月9日至1554年12月24日的8次日全食、1573年1月3日至1843年6月27日的16次全環食（亦稱混合食）、1861年7月8日至2384年5月21日的30次日環食、2402年6月1日至2510年8月6日的7次日偏食，總共歷時1262.11年。其中最長的全食發生於1428年10月9日，共持續了1分30秒。
下表列舉了1901年至2100年間發生的屬於該周期的日食，是第38至48次：
| 38             | 39             | 40            |
| -------------- | -------------- | ------------- |
| 1915年8月10日  | 1933年8月21日  | 1951年9月1日  |
| 41             | 42             | 43            |
| 1969年9月11日  | 1987年9月23日  | 2005年10月3日 |
| 44             | 45             | 46            |
| 2023年10月14日 | 2041年10月25日 | 2059年11月5日 |
| 47             | 48             |               |
| 2077年11月15日 | 2095年11月27日 |               |

## 資料來源
1. 1 2  樊忠玉. . 中国天文科普网.   [2015-07-21]. （原始内容存档于2014-09-17）.
2. 1 2  Fred Espenak. . NASA Eclipse Web Site.   [2015-07-21]. （原始内容存档于2020-10-20）.（英文）
3. ↑  Fred Espenak. . NASA Eclipse Web Site.   [2015-07-21]. （原始内容存档于2020-10-20）.（英文）
4. ↑  Xavier M. Jubier. .   [2016-01-10]. （原始内容存档于2019-09-02）.（法文）（英文）
5. ↑  Fred Espenak. . NASA Eclipse Web Site.   [2015-07-21]. （原始内容存档于2008-08-29）.（英文）
6. ↑  Н. А. Аменицкий, 李征帆, А. Е. Саломонович, У. В. Хангильдин, 陳鈞量. . 天文學報. 1959-06, 7 (1): 7–10.（中文）（俄文）
7. ↑  纪树臣 季德盛 梁世光. . 雲南天文台台刊. 1988, (04): 100–105.
8. ↑  纪树臣 杨荣邦 谢瑞祥. . 雲南天文台台刊. 1989, (03): 46–53.
9. ↑  焦培南. . 地球物理学报. 1990, 33 (04): 391–398  [2015年7月21日]. （原始内容存档于2015年7月21日）.
10. ↑  Fred Espenak. . NASA Eclipse Web Site.（英文）

## 外部連結
- NASA日食專頁（页面存档备份，存于）（英文）
- 可見區域圖和時間統計：由弗雷德·埃斯佩纳克做出的日食預報，NASA/GSFC
  - Google互動地圖呈現的日食範圍
  - 貝塞爾元素
- Google地圖顯示的日環食和日偏食範圍（页面存档备份，存于）（法文）（英文）

| \| \| 日食 \|                             |                              |                                           |
| 上一次日食： 1987年3月29日日食 （全環食） | 1987年9月23日日食 （日環食） | 下一次日食： 1988年3月18日日食 （日全食） |
| 上一次日環食： 1984年5月30日日食          | 1987年9月23日日食 （日環食） | 下一次日環食： 1988年9月11日日食          |
|                                           | 日食                         |                                           |